# Agmantinita
L'agmantinita és un mineral de la classe dels sulfurs estructuralment relacionat amb la wurtzita. Va ser descobert l'any 2014.

## Característiques
L'agmantinita és un sulfur de fórmula química Ag₂MnSnS₄. Va ser aprovada com a espècie vàlida per l'Associació Mineralògica Internacional l'any 2014, sent publicada per primera vegada el 2019. Cristal·litza en el sistema ortoròmbic. La seva duresa a l'escala de Mohs es troba entre 2 i 2,5.
L'exemplar que va servir per a determinar l'espècie, el que es coneix com a material tipus, es troba conservat a les col·leccions mineralògiques del Museu d'Història Natural de Viena (Àustria), amb el número de catàleg: 9736.

## Formació i jaciments
Va ser descoberta a la mina Uchucchacua, situada a la província d'Oyon (Departament de Lima, Perú). Aquest indret és l'únic a tot el planeta on ha estat descrita aquesta espècie mineral.